# كسوف الشمس 4 نوفمبر 2078
سيحدث كسوف حلقي للشمس يوم الجمعة 4 نوفمبر 2078. يحدث كسوف الشمس عندما يمر القمر بين الأرض والشمس ، وبالتالي يحجب صورة الشمس كليًا أو جزئيًا عن مشاهد على الأرض. يحدث الكسوف الحلقي للشمس عندما يكون القطر الظاهري للقمر أصغر من قطر الشمس ، مما يحجب معظم ضوء الشمس ويتسبب في ظهور الشمس على شكل حلقة . يظهر الخسوف الحلقي على شكل كسوف جزئي فوق منطقة من الأرض يبلغ عرضها آلاف الكيلومترات. سيعبر مسار الحلقي المحيط الهادئ وأمريكا الجنوبية والمحيط الأطلسي. تحتوي الجداول أدناه على تنبؤات مفصلة ومعلومات إضافية عن الكسوف الحلقي للشمس في 4 نوفمبر 2078.
حجم الكسوف = 0.92551
غموض الكسوف = 0.85657
جاما = -0.22852
أكبر كسوف = 04 نوفمبر 2078 16:53: 57.5 التوقيت العالمي المنسق (16: 55: 44.4 TD)
دلتا تي = 1 دقيقة ، 46.9 ثانية
مدة الحلقي في أكبر كسوف = 8 دقائق ، 29 ثانية ، 80 مللي ثانية
مدة الحلقة في أكبر مدة = 8 دقائق ، 31 ثانية ، 940 مللي ثانية
عرض المسار في أكبر كسوف = 287.5 كم (178.6 ميل)
عرض المسار بأكبر مدة = 286.0 كم (177.7 ميل)
قطر القمر = 1764.8 ثانية قوسية
قطر الشمس = 1935.0 ثانية قوسية
ميل القمر = 15 درجة ، 49 دقيقة ، 24.5 ثانية جنوب خط الاستواء السماوي
ميل الشمس = 15 درجة ، 38 دقيقة ، 7.6 ثانية جنوب خط الاستواء السماوي
صعود القمر الأيمن = 14 ساعة ، 40 دقيقة ، 33.5 ثانية
الصعود الأيمن للشمس = 14 ساعة و 40 دقيقة و 53.9 ثانية

## الكسوفات ذات الصلة

### كسوف الشمس 2076-2079
هذا الكسوف هو جزء من سلسلة كسوف الشمس 2076-2079. يتكرر الكسوف في كل 177 يومًا تقريبًا و 4 ساعات في العقد المتناوبة من مدار القمر.
| مجموعات سلسلة كسوف الشمس 2076-2079 | مجموعات سلسلة كسوف الشمس 2076-2079 | مجموعات سلسلة كسوف الشمس 2076-2079 | مجموعات سلسلة كسوف الشمس 2076-2079 | مجموعات سلسلة كسوف الشمس 2076-2079 |
| ---------------------------------- | ---------------------------------- | ---------------------------------- | ---------------------------------- | ---------------------------------- |
| عقدة تصاعدية                       | عقدة تصاعدية                       |                                    | عقدة تنازلية                       | عقدة تنازلية                       |
| ساروس                              | الخريطة                            | ساروس                              | الخريطة                            |                                    |
| 119                                | يونيو 1, 2076 جزئي                 | 124                                | نوفمبر 26, 2076 جزئي               |                                    |
| 129                                | مايو 22, 2077 كلي                  | 134                                | نوفمبر 15, 2077 حلقي               |                                    |
| 139                                | مايو 11, 2078 كلي                  | 144                                | نوفمبر 4, 2078 حلقي                |                                    |
| 149                                | مايو 1, 2079 كلي                   | 154                                | أكتوبر 24, 2079 حلقي               |                                    |

### ساروس 144
وهي جزء من دورة ساروس 144 ، تتكرر كل 18 سنة ، 11 يومًا ، وتحتوي على 70 حدثًا.
- بدأت السلسلة بكسوف جزئي للشمس في 11 أبريل 1736.
- يحتوي على كسوف حلقي من 7 يوليو 1880 حتى 27 أغسطس 2565.
- لا توجد كسوفات كاملة في هذه السلسلة.
- تنتهي السلسلة في العضو 70 ككسوف جزئي في 5 مايو 2980.

وستكون أطول مدة حلقية 9 دقائق و 52 ثانية في 29 ديسمبر 2168.
| تحدث أعضاء السلسلة 11-21 بين عامي 1901 و 2100: | تحدث أعضاء السلسلة 11-21 بين عامي 1901 و 2100: | تحدث أعضاء السلسلة 11-21 بين عامي 1901 و 2100: |
| 11                                             | 12                                             | 13                                             |
| ---------------------------------------------- | ---------------------------------------------- | ---------------------------------------------- |
| </img> </br> 30 يوليو 1916                     | </img> </br> 10 أغسطس 1934                     | </img> </br> 20 أغسطس 1952                     |
| 14                                             | 15                                             | 16                                             |
| </img> </br> 31 أغسطس 1970                     | </img> </br> 11 سبتمبر 1988                    | </img> </br> 22 سبتمبر 2006                    |
| 17                                             | 18                                             | 19                                             |
| </img> </br> 2 أكتوبر 2024                     | </img> </br> 14 أكتوبر 2042                    | </img> </br> 24 أكتوبر 2060                    |
| 20                                             | 21                                             |                                                |
| </img> </br> 4 نوفمبر 2078                     | </img> </br> 15 نوفمبر 2096                    |                                                |

### سلسلة تريتوس
هذا الكسوف هو جزء من دورة تريتوس ، يتكرر عند العقد المتناوبة كل 135 شهرًا متزامنًا (≈ 3986.63 يومًا ، أو 11 عامًا ناقص شهر واحد).
مظهرها وخط طولها غير منتظمين بسبب نقص التزامن مع الشهر غير الطبيعي (فترة الحضيض) ، لكن التجمعات المكونة من 3 دورات تريتوس (33 عامًا ناقص 3 أشهر) تقترب (≈ 434.044 شهرًا غير طبيعي) ، لذا فإن الكسوف متشابه في هذه التجمعات.
| أعضاء السلسلة بين 1801 و 2100 | أعضاء السلسلة بين 1801 و 2100 | أعضاء السلسلة بين 1801 و 2100 | أعضاء السلسلة بين 1801 و 2100 |
| ----------------------------- | ----------------------------- | ----------------------------- | ----------------------------- |
| ديسمبر 21, 1805 (ساروس 119)   | نوفمبر 19, 1816 (ساروس 120)   | أكتوبر 20, 1827 (ساروس 121)   |                               |
| سبتمبر 18, 1838 (ساروس 122)   | أغسطس 18, 1849 (ساروس 123)    | يوليو 18, 1860 (ساروس 124)    |                               |
| يونيو 18, 1871 (ساروس 125)    | مايو 17, 1882 (ساروس 126)     | أبريل 16, 1893 (ساروس 127)    |                               |
| مارس 17, 1904 ‏ (ساروس 128)    | فبراير 14, 1915 ‏ (ساروس 129)  | يناير 14, 1926 ‏ (ساروس 130)   |                               |
| ديسمبر 13, 1936 ‏ (ساروس 131)  | نوفمبر 12, 1947 ‏ (ساروس 132)  | أكتوبر 12, 1958 ‏ (ساروس 133)  |                               |
| سبتمبر 11, 1969 ‏ (ساروس 134)  | أغسطس 10, 1980 ‏ (ساروس 135)   | يوليو 11, 1991 ‏ (ساروس 136)   |                               |
| يونيو 10, 2002 (ساروس 137)    | مايو 10, 2013 (ساروس 138)     | أبريل 8, 2024 (ساروس 139)     |                               |
| مارس 9, 2035 (ساروس 140)      | فبراير 5, 2046 (ساروس 141)    | يناير 5, 2057 (ساروس 142)     |                               |
| ديسمبر 6, 2067 (ساروس 143)    | نوفمبر 4, 2078 (ساروس 144)    | أكتوبر 4, 2089 (ساروس 145)    |                               |
| سبتمبر 4, 2100 (ساروس 146)    |                               |                               |                               |

في القرن الثاني والعشرين:
- ساروس 147: كسوف حلقي للشمس في 4 أغسطس 2111
- ساروس 148: الكسوف الكلي للشمس في 4 يوليو 2122
- ساروس 149: كسوف الشمس الكلي في 3 يونيو 2133
- ساروس 150: كسوف حلقي للشمس في 3 مايو 2144
- ساروس 151: كسوف حلقي للشمس في 2 أبريل 2155
- ساروس 152: الكسوف الكلي للشمس في 2 مارس 2166
- ساروس 153: كسوف حلقي للشمس في 29 يناير 2177
- ساروس 154: كسوف حلقي للشمس في 29 ديسمبر 2187
- ساروس 155: الكسوف الكلي للشمس في 28 نوفمبر 2198

في القرن الثالث والعشرين:
- ساروس 156: كسوف حلقي للشمس في 29 أكتوبر 2209
- ساروس 157: كسوف حلقي للشمس في 27 سبتمبر 2220
- ساروس 158: الكسوف الكلي للشمس في 28 أغسطس ، 2231
- ساروس 159: كسوف جزئي للشمس في 28 يوليو 2242
- ساروس 160: كسوف جزئي للشمس في 26 يونيو 2253
- ساروس 161: كسوف جزئي للشمس في 26 مايو 2264
- ساروس 162: كسوف جزئي للشمس في 26 أبريل 2275
- ساروس 163: كسوف جزئي للشمس في 25 مارس 2286
- ساروس 164: كسوف جزئي للشمس في 22 فبراير 2297

### دورة ميتونيك
تتكرر السلسلة ميتونيك كل 19 عامًا (6939.69 يومًا) ، وتستمر حوالي 5 دورات. يحدث الكسوف في نفس تاريخ التقويم تقريبًا. بالإضافة إلى ذلك ، تتكرر سلسلة أكتون الفرعية 1/5 من ذلك أو كل 3.8 سنوات (1387.94 يومًا). تحدث جميع الكسوفات في هذا الجدول عند العقدة الصاعدة للقمر.  
| 21 من أحداث الكسوف بين 12 يونيو 2029 و 12 يونيو 2105 | 21 من أحداث الكسوف بين 12 يونيو 2029 و 12 يونيو 2105 | 21 من أحداث الكسوف بين 12 يونيو 2029 و 12 يونيو 2105 | 21 من أحداث الكسوف بين 12 يونيو 2029 و 12 يونيو 2105 | 21 من أحداث الكسوف بين 12 يونيو 2029 و 12 يونيو 2105 |
| 11-12 يونيو                                          | 30-31 مارس                                           | 16 يناير                                             | 4-5 نوفمبر                                           | من 23 إلى 24 أغسطس                                   |
| 118                                                  | 120                                                  | 122                                                  | 124                                                  | 126                                                  |
| ---------------------------------------------------- | ---------------------------------------------------- | ---------------------------------------------------- | ---------------------------------------------------- | ---------------------------------------------------- |
| </img> </br> 12 يونيو 2029                           | </img> </br> 30 مارس 2033                            | </img> </br> 16 يناير 2037                           | </img> </br> 4 نوفمبر 2040                           | </img> </br> 23 أغسطس 2044                           |
| 128                                                  | 130                                                  | 132                                                  | 134                                                  | 136                                                  |
| </img> </br> 11 يونيو 2048                           | </img> </br> 30 مارس 2052                            | </img> </br> 16 يناير 2056                           | </img> </br> 5 نوفمبر 2059                           | </img> </br> 24 أغسطس 2063                           |
| 138                                                  | 140                                                  | 142                                                  | 144                                                  | 146                                                  |
| </img> </br> 11 يونيو 2067                           | </img> </br> 31 مارس 2071                            | </img> </br> 16 يناير 2075                           | </img> </br> 4 نوفمبر 2078                           | </img> </br> 24 أغسطس 2082                           |
| 148                                                  | 150                                                  | 152                                                  | 154                                                  |                                                      |
| </img> </br> 11 يونيو 2086                           | </img> </br> 31 مارس 2090                            | </img> </br> 16 يناير 2094                           | </img> </br> 4 نوفمبر 2097                           |                                                      |

## روابط خارجية
- رسومات ناسا
- خريطة تفاعلية للكسوف من وكالة ناسا
- www.solar-eclipse.de - متوسط التغطية السحابية والمدن على طول مسار الكسوف
- رسومات ناسا